# InstallShield
InstallShield là một công cụ phần mềm để tạo ra trình cài đặt hoặc đóng gói phần mềm. chủ yếu dành cho Microsoft Windows. Và nó được sử dụng để quản lý các ứng dụng phần mềm và các gói trên một loạt các thiết bị cầm tay và thiết bị di động.

## Tính năng
Installshield thường tạo ra một tệp định dạng *.msi để được sử dụng trên máy tính để cài đặt phần mềm cho máy tính. Và có thể chỉ định các câu hỏi, thiết lập các điều kiện tiên quyết và các thiết lập registry mà người dùng có thể lựa chọn vào thời gian cài đặt, Đồng thời tự lưu trữ trong máy để thực hiện các chức năng như Gỡ cài đặt, Thay đổi cài đặt và Cài đặt lại.
Thêm vào đó, đã có một phiên bản InstallShield Wizard cho Linux. Sun Microsystems dùng nó cho việc cài đặt các ứng dụng trên Linux của mình, như, Java, NetBeans, v.v...

## Lịch sử phát triển
InstallShield được phát triển bởi The Stirling Group , một công ty được thành lập năm 1987 bởi Viresh Bhatia và Rick Harold, người lần đầu tiên gặp nhau khi họ là sinh viên khoa học máy tính tại Đại học Northwestern. 
Văn phòng đầu tiên của họ là một căn phòng nhỏ ở tầng hầm của một tòa nhà thư viện cũ ở Roselle, Illinois. Họ đã tiếp thị một phần mềm bản đồ, Nhưng nó đã không bao giờ được phát hành.  Đến năm 1990, công ty đã bán một gói gồm sáu sản phẩm được gọi là Shield Series.  Trong năm đó công ty đã phát hành sản phẩm InstallShield cho các nhà phát triển phần mềm.
Năm 1993 họ chuyển sang các văn phòng lớn ở Schaumburg, Illinois, và thay đổi tên công ty để Stirling Technologies, Inc . Sản phẩm đã trở nên nổi tiếng sau khi Microsoft thông qua nó để sử dụng trong Windows 95, và vào năm 1997 công ty ước tính nó đã được sử dụng trong 85 đến 90 phần trăm của tất cả các sản phẩm phần mềm được viết cho Windows.  Từ năm 1996, công ty hoạt động dưới tên InstallShield cho đến khi đượcMacrovision mua lại vào năm 2004 cho 76 triệu USD tiền mặt cộng với một tiềm năng thêm 20 triệu USD dựa vào các doanh số bán hàng. 
Bản phát hành tính năng có hạn của InstallShield được gói kèm với các gói phát triển phần mềm phổ biến như Microsoft Visual Studio 6.0 (InstallShield Professional 5.0), Borland Delphi 2.0-2006 (InstallShield Express 1-4) và Borland C++ Builder 1-6 (InstallShield Express 1- 3.5).
Vào ngày 1 tháng 4 năm 2008, Đơn vị Kinh doanh Phần mềm Macrovision (bao gồm cả thương hiệu InstallShield) đã được bán cho công ty cổ phần tư nhân Thoma Cressey Bravo, thành lập một công ty mới gọi là Acresso Software Corporation.  Tháng 10 năm 2009, Acresso đã đổi tên thành Flexera Software. 